# Guardiani della Galassia
I Guardiani della Galassia (Guardians of the Galaxy) sono un gruppo di personaggi immaginari dei fumetti pubblicati negli Stati Uniti d'America dalla Marvel Comics, creato da Arnold Drake (testi) e Gene Colan (disegni). Esordirono in Marvel Super-Heroes (vol. 1) n. 18 (gennaio 1969). Nel 2008 una seconda versione del gruppo, completamente rinnovato nella formazione, è stata ideata da Dan Abnett e Andy Lanning, riunendo alcuni personaggi presenti nella saga Annihilation: Conquest. Compaiono per la prima volta sul grande schermo nel 2014 nel film Guardiani della Galassia diretto da James Gunn.

## Storia editoriale
- La squadra è comparsa per la prima volta nella collana parzialmente riedita Marvel Super-Heroes (vol. 1) n. 18 (gennaio 1969), scritto da Arnold Drake e disegnato a matita da Gene Colan. Sono poi apparsi sporadicamente in diverse collane Marvel, come Marvel Two-in-One n. 4–5 (luglio-settembre 1974), Astonishing Tales (aprile 1975), Giant Size Defenders n. 5 e Defenders n. 26–29 (luglio-novembre 1975). Ogni volta, altri eroi come Capitan America, la Cosa, e i Difensori li hanno aiutati nella guerra contro gli alieni Badoon.
- I Guardiani sono comparsi poi in Marvel Presents n. 3–12 (febbraio 1976 – agosto 1977), a cui ha fatto seguito una serie di apparizioni in Thor Annual n. 6 (1977), The Avengers n. 167–177 (gennaio-novembre 1978) e n. 181 (marzo 1979), Ms. Marvel n. 23, Marvel Team-Up n. 86 (ottobre 1979), e Marvel Two-in-One n. 61, 63 e 69 (novembre 1980).
- All'inizio degli anni novanta, i Guardiani sono stati protagonisti di una collana che da loro ha preso il nome e che comprende 62 fascicoli. Questa collana è stata inizialmente scritta e illustrata da Jim Valentino. Dal fascicolo n. 29 (ottobre 1992) Michael Gallagher ha cominciato a scrivere per la collana e ha continuato sino alla cancellazione col fascicolo n. 62 (luglio 1995). Successivamente è stata pubblicata una miniserie spin-off costituita da quattro fascicoli, Galactic Guardians (luglio-ottobre 1994).
- Un secondo volume fu pubblicato nel maggio 2008, scritto da Dan Abnett e Andy Lanning. La collana propone una nuova squadra composta dai partecipanti alla storia Annihilation: Conquest. La squadra del 1969 è comparsa come ospite nei n. 12–17 e 25.

### Raccolte
- Nel febbraio 1992, fu distribuita un'edizione trade paperback intitolata Guardians of the Galaxy: Quest for the Shield (ISBN 0-87135-879-4) che riproponeva i fascicoli n. 1-6 di Guardiani della Galassia.
- Guardians of the Galaxy: Earth Shall Overcome (ISBN 978-0-7851-3786-3): contiene Marvel Super-Heroes n. 18, Marvel Two-in-One n. 4–5, Giant-Size Defenders n. 5, e Defenders (vol. 1) n. 26–29. Distribuita nell'aprile 2009.
- Guardians of the Galaxy: The Power of Starhawk Premiere Hardcover (ISBN 978-0-7851-3788-7): contiene Marvel Presents n. 3–12. Distribuita nel luglio 2009.
- Guardians of the Galaxy: Tomorrow's Avengers (vol. 1) (ISBN 978-0-7851-6687-0): contiene Marvel Super Heroes n. 18, Marvel Two-In-One n. 4-5, Giant -Size Defenders n. 5, Defenders n. 26-29, Marvel Presents n. 3-12
- Guardians of the Galaxy: Tomorrow's Avengers (vol. 2) (ISBN 978-0-7851-6755-6): contiene Thor Annual n. 6; The Avengers (vol. 1) n. 167-168, 170-177, 181; Ms. Marvel n. 23; Marvel Team-Up n. 86; Marvel Two-in-One n. 61-63, 69
- Guardians of the Galaxy by Jim Valentino (vol. 1) (ISBN 978-0-7851-8420-1): contiene Guardians of the Galaxy n. 1-7 e Guardian of the Galaxy Annual n. 1, più materiale da Fantastic Four Annual n. 24, Thor Annual n. 16 e Silver Surfer Annual n. 4

## Storia

### Guardiani della Galassia (1969)
I Guardiani sono attivi nel XXXI secolo in una linea temporale alternativa dell'Universo Marvel conosciuto come Terra-691. I membri originali della squadra includono il Maggiore Vance Astro, un astronauta proveniente dalla Terra del XX secolo che ha trascorso un migliaio di anni viaggiando in animazione sospesa verso Alfa Centauri. È anche l'equivalente, in un futuro universo alternativo, di Vance Astrovik, l'eroe noto come Justice.
Altri membri originali dei Guardiani sono Martinex T'Naga, una creatura di cristallo proveniente da Plutone; Capitan Charlie-27, un soldato proveniente da Giove; e Yondu Udonta, un “nobile selvaggio” dalla pelle blu proveniente da Centauri-IV (il quarto pianeta orbitante intorno alla stella Alfa Centauri B). Ciascuno di questi apparentemente è l'ultimo della propria specie e sono costretti a formare una squadra per contrapporsi ai Badoon, una razza aliena che cerca di conquistare il sistema solare in cui orbita la Terra
Durante la guerra contro i Badoon, i Guardiani reclutano altri due membri - Starhawk e Nikki (creati dallo scrittore Steve Gerber e dall'artista Sal Buscema) – e viaggiano a ritroso nel tempo, dove incontrano molti dei supereroi del XX secolo tra cui Capitan America e la Cosa.
I Guardiani infine sconfiggono i Badoon, ma ben presto si trovano ad affrontare un nuovo nemico chiamato Korvac, che è in parte stato creato dai Badoon. Dopo essersi uniti al Dio del Tuono Thor per combattere Korvac nel XXXI secolo, i Guardiani inseguono il loro nemico sino sulla Terra del XX secolo, dove si svolge la battaglia finale che li vede alleati dei Vendicatori.
I Guardiani ricompaiono anni dopo con una serie di avventure e diversi nuovi membri come Talon l'Inumano, Replica, uno Skrull, e la seconda versione di Calabrone, Rita DeMara. Si unisce alla squadra anche una versione futura di Wonder Man chiamata Hollywood, Man of Wonder. Infine, con l'intento di trasformare i Guardiani in un'organizzazione costituita da diverse squadre, Martinex lascia i compagni per cercare nuovi membri per una seconda unità, soprannominata Guardiani Galattici.

#### Connessione con i Guardiani "moderni"
Durante la seconda missione, la squadra che doveva diventare l'incarnazione dei Guardiani su Terra-616 scopre un Vance Astro sospeso nel tempo in un blocco di ghiaccio che galleggia nello spazio.
È la sua presentazione come "Maggiore Victory dei Guardiani della Galassia" che ispira la squadra ad assumerne il nome. Nei n. 7 e 16 della collana, si scopre che un grave “errore” nel presente causa la distruzione nel futuro — Starhawk cerca costantemente di impedirla viaggiando nel tempo nel tentativo di cambiare il futuro (e i Guardiani). Solo Starhawk, che cambia ad ogni reboot ma è consapevole dei cambiamenti, si rende conto delle differenze, ma ogni cambiamento si risolve comunque in un cataclisma. Nel n. 17, il futuro dei guardiani è un universo nel quale solo una piccola parte non è stata distrutta, ma è stata sottomessa dai badoon. Viene inviato un avvertimento al presente, il cui prezzo, però, è la fine dell'universo.
Il Vance Astro dei Guardiani dell'epoca “moderna” in realtà è il Maggiore Victory di uno dei futuri alternativi e non l'originale. Un secondo potenziale Vance Astro compare nel n. 17. Nel n. 18, viene mostrata una terza versione del futuro dei Guardiani, nella quale vengono guidati da Killraven contro i Marziani.

#### Membri originari
- Maggiore Victory - un astronauta del XX secolo che ha intrapreso un viaggio verso Alpha Centauri, mantenendosi in animazione sospesa. È la controparte futura del supereroe Vance Astrovik, conosciuto prima come Marvel Boy e in seguito come Justice.
- Martinex T'Naga - composto da cristallo, proviene da Plutone.
- Capitan Charlie-27 - soldato proveniente da Giove.
- Yondu Udonta - dalla pelle blu, originario di Beta Centauri IV.

### Guardiani della Galassia (2008)
Un secondo team di Guardiani della galassia è stato creato nel 2008 da Dan Abnett and Andy Lanning, riunendo alcuni personaggi presenti nella saga fantascientifica Annihilation: Conquest. Questa nuova incarnazione del team ha avuto la sua testata regolare (Guardians of the Galaxy, vol. 2) a partire dal maggio del 2008.
La nuova incarnazione dei Guardiani si inserisce in una sorta di filone revival intrapreso dalla Marvel Comics negli anni 2000, teso al recupero e al rilancio di diversi personaggi creati nella silver age dei comics americani e successivamente accantonati o dimenticati dagli autori.
Negli anni successivi Guardian of the Galaxy è stata una delle testate coinvolte nei crossover interstellari War of Kings e Realm of Kings.
In Italia alcune delle avventure del gruppo sono state pubblicate dalla Panini Comics all'interno della miniserie War of Kings - La Guerra dei Re
Dopo gli eventi di Annihilation e Annihilation Conquest, in cui l'esistenza stessa dell'universo è stata seriamente minacciata, Peter Quill alias Star-Lord decide di formare un supergruppo di eroi che siano in grado di prevenire ulteriori pericoli che possano minacciare la galassia. A tal fine recluta il super mago spaziale Adam Warlock, Drax il distruttore, Gamora, Phyla-Vell (la figlia minore di Capitan Marvel, ora conosciuta come Quasar), il procione alieno Rocket Raccoon e Groot, con la telepate Mantis e il cane super-intelligente Cosmo come staff di supporto. Ad essi si aggiungerà Dragoluna, deceduta durante Annihilation e riportata successivamente in vita da Phyla-Vell. La base delle operazioni viene fissata, su consiglio di Nova, ad Ovunque, una stazione spaziale ricavata all'interno della testa di un Celestiale.
In una delle prime avventure i Guardiani incontrano un semi-amnesico Vance Astro, che identifica se stesso come il Maggiore Victory dei Guardiani della Galassia. Questo dà agli altri l'idea per il nome del nuovo gruppo, oltre a fornire un ideale tratto d'unione narrativo tra i nuovi Guardiani e la formazione originale.

#### War of Kings
Gamora e Adam Warlock avvertono il gruppo della guerra fra i Kree e gli Shi'ar e dei danni che potrebbe causare al tessuto dello spazio e del tempo. Si separano in tre squadre, due si mettono dalla parte dei Kree e degli Shi'ar mentre la terza rimane alla loro base ad Altrove per coordinare. Il gruppo assegnato ai Kree venne contattato da Freccia Nera degli Inumani, ma la loro richiesta di pace fu negata. La squadra degli Shi'Ar venne attaccata da Vulcan e la guardia imperiale, costringendoli ad unirsi ai Predoni Stellari.
Star-Lord, Cosmo, Mantis, Bug e Jack Flag furono portati nel trentunesimo secolo dai Guardiani di quell'epoca, che li avvertirono della creazione di una spaccatura di energia che potrebbe distruggere l'universo chiamata la Faglia (The Fault) alla conclusione della guerra. Intrappolati nel futuro, Star-Lord riuscì a mandare un messaggio a Warlock nel ventunesimo secolo. Warlock non riesce a impedire la creazione della Faglia, ma è capace di contenerla con un incantesimo che richiede una linea temporale stabile e inutilizzata. Warlock scelse quella che precedentemente aveva cancellato, causando la sua trasformazione in Magus. La squadra di Star-Lord, con l'aiuto di Kang Il Conquistatore, ritornò nel ventunesimo secolo. Per fuggire, Magus inscenò la sua morte e quella di Mantis, Cosmo, Maggiore Victory, Martyr e Gamora.
Martyr si libera con l'aiuto di Maelstrom, e permette a Mantis di chiamare telepaticamente in aiuto gli altri Guardiani. Quando i Guardiani arrivarono, Martyr venne ingannata da Maelstrom e liberò Thanos. Thanos uccise Martyr per poi venire imprigionato dai Guardiani nella loro base ad Ovunque.

#### L'Ordine di Thanos
Quando l'universo venne invaso dalle creature del Cancroverso dall'altra parte della Faglia, i Guardiani furono costretti a scortare Thanos nel Cancroverso per scongiurare la minaccia. Riuscirono a sconfiggere Lord Mar-Vell e la sua armata, ma Thanos, furioso perché non potrà più essere insieme alla Morte, minaccia di uccidere tutti, Star-Lord e Nova (Richard Rider) rimasero nel Cancroverso per impedire a Thanos di tornare nel loro universo di origine e permettere agli altri Guardiani di fuggire.
Con la morte apparente di Star-Lord, il gruppo si sciolse. Credendo ancora nella loro causa, Cosmo crea un altro gruppo di eroi chiamato i Devastatori (Annihilators). Successivamente Rocket Raccoon si riunisce con Groot e decidono di ricreare i Guardiani dopo aver prevenuto un disastro su Mezzomondo.
I nuovi Guardiani della Galassia, guidati di nuovo da Star-Lord, apparvero sulla Terra per aiutare i Vendicatori a combattere Thanos.

#### Marvel NOW!
Dopo che il padre di Star-Lord visita suo figlio in un bar per dirgli che ora è proibito per le razze aliene di andare sulla Terra, Iron Man viene attaccato dai Badoon. Decide così di unirsi ai Guardiani per sconfiggere quest'ultimi, riuscendo infine a distruggere la nave dei Badoon, mentre Londra è sotto attacco.
Dopo aver salvato Londra, vengono arrestati dagli Spartax per aver violato la legge che proibisce agli alieni di andare sulla Terra, venendo poi salvati da Groot. Nell'aprile 2013 è stato annunciato che il personaggio della Image Comics, Angela (originaria dalla serie Spawn) è stata acquistata dalla Marvel dopo una battaglia legale fra Neil Gaiman e Todd MacFarlane. Dopo il suo debutto alla fine di Age Of Ultron, Angela entra a far parte dei Guardiani della Galassia; successivamente anche Capitan Marvel (Carol Danvers) e Venom (Flash Thompson) si uniranno al gruppo.

## Altri media

### Marvel Cinematic Universe

I Guardiani della Galassia nell'omonimo film del 2014

I Guardiani della Galassia appaiono nel Marvel Cinematic Universe. Sono basati sulla versione del 2008 della squadra e i membri sono Star-Lord (Chris Pratt), Gamora (Zoe Saldana), Drax il Distruttore (Dave Bautista), Rocket Raccoon (Bradley Cooper), Groot (Vin Diesel), Mantis (Pom Klementieff) e Nebula (Karen Gillan). La squadra dei Guardiani della Galassia originali si scioglie nel finale del terzo film della saga e nella scena a metà dei titoli di coda si vede una nuova formazione composta da Rocket Raccoon (come leader della squadra), Groot, Kraglin Obfonteri (Sean Gunn), Cosmo (Maria Bakalova), Adam Warlock (Will Poulter) e Phyla (Kari Zen).

#### Saga dell'infinito
- In Guardiani della Galassia (2014), i Guardiani sono inizialmente un gruppo di criminali e mercenari che vengono arrestati e portati in prigione. Qui i 5 decidono di salvare il pianeta Xandar dal malvagio guerriero Kree Ronan l'accusatore e fuggono di prigione insieme, formando così una seppur ingombrante alleanza. Alla fine si redimono e sconfiggono Ronan salvando Xandar, per poi fare squadra e diventare i "Guardiani della Galassia". Con i loro precedenti crimini annullati, i 5 partono verso nuove avventure.
- In Guardiani della Galassia Vol. 2 (2017), Peter Quill e i suoi devono sfuggire alla popolazione Sovereign per aver rubato a loro delle batterie importanti e contemporaneamente tenere sotto controllo Nebula, la sorellastra adottiva di Gamora, che hanno recuperato durante la loro fuga. La Milano, la loro nave, viene attaccata ferocemente costringendoli ad atterrare su un pianeta sconosciuto dove vengono salvati da Ego il pianeta vivente, il padre biologico di Quill e dalla sua serva Mantis. Mentre Quill, Gamora e Drax si recano sul pianeta di Ego per accettarsi delle sue veri intenzioni Rocket, Groot e Nebula vengono catturati da Yondu Udonta, il padre adottivo di Quill e dai Ravagers, pagati dai Sovereign per catturare i Guardiani. Tuttavia i Ravagers si ammutinano e fanno prigioniero anche Yondu. Con l'aiuto di Kraglin, un ufficiale ravager, Rocket, Groot, Nebula, Yondu e Kraglin scappano e si dirigono sul pianeta di Ego. Intanto Gamora scopre che in realtà Ego è un perfido essere che ha ucciso i suoi figli e intende distruggere l'universo per ricrearlo a sua immagine e vuole solo approfittare di Peter. Rocket, Groot, Nebula, Yondu e Kraglin riescono ad arrivare sul pianeta di Ego, e insieme a Quill, Gamora, Drax e Mantis (ribellata al suo padrone) riescono a sconfiggere Ego distruggendolo. Tuttavia l'aver ucciso Ego ha provocato la distruzione del pianeta, così Yondu si sacrifica per permettere al gruppo di fuggire, morendo. Alla fine Nebula, ora alleata dei Guardiani e senza più odio nei confronti della sorella, decide di separarsi dal gruppo per continuare a dare la caccia a Thanos. Al gruppo si aggiunge anche Mantis e insieme celebrano il funerale di Yondu, prima di partire per altre avventure.
- In Avengers: Infinity War (2018), i Guardiani soccorrono Thor e scoperte le spietate azioni di Thanos si dividono: mentre Rocket e Groot accompagnano il Dio del Tuono su Nidavellir per permettergli di costruire un'arma da utilizzare contro Thanos, Star-Lord, Gamora, Drax e Mantis ritornano su Knowhere per prendere la Gemma della realtà dal Collezionista prima di Thanos, ma il titano li precede e rapisce e uccide Gamora per ottenere anche la Gemma dell'anima. Successivamente Star-Lord, Drax e Mantis si recano su Titano, pianeta natale di Thanos, dove incontrano Iron Man, Spider-Man e il Dottor Strange, e capendo di aver un obiettivo comune stringono un'alleanza. Più tardi in loro soccorso arriva anche Nebula, dove combattono il loro potente avversario, ma questi li sconfigge tutti. Dopo che Thanos raccoglie tutte le sei Gemme dell'infinito, con i suoi poteri cancella metà popolazione dell'universo, tra cui la maggior parte dei Guardiani: Star-Lord, Drax, Mantis e Groot si dissolvono nel nulla, mentre Rocket e Nebula riescono a sopravvivere.
- In Avengers: Endgame (2019), Rocket e Nebula sono gli unici Guardiani della Galassia sopravvissuti allo schiocco di Thanos, e nei successivi cinque anni aiutano gli Avengers sulla Terra, prima di unirsi a loro nel viaggio nel tempo nel regno quantico per recuperare le Gemme dell'Infinito e far tornare in vita tutti quelli morti cinque anni prima. Rocket insieme a Thor si reca ad Asgard nel 2013 per recuperare la Gemma della realtà nel corpo di Jane Foster. Nebula insieme a War Machine si reca su Morag nel 2014 per recuperare la Gemma del potere, tuttavia viene rapita dal Thanos del 2014. Il Titano Pazzo scopre la verità sul suo futuro e il piano degli Avengers, così ordina alla Nebula del 2014 di viaggiare nel futuro per mandare lui e il suo esercito nel 2023 affinché possa distruggere gli Avengers e recuperare tutte le Gemme. Nebula nel frattempo convince la Gamora del 2014 ad aiutarla. Nel mentre Hulk ha schioccato le dita col nuovo guanto e ha fatto tornare in vita tutti quelli morti. Quill, Drax, Mantis e Groot resuscitano, aiutando gli Avengers e i loro alleati a combattere contro l'esercito di Thanos in un'epica battaglia finale sulla Terra. Durante la battaglia Nebula uccide la sua controparte del passato, e alla fine i Guardiani e tutti gli altri eroi sconfiggono definitivamente Thanos vincendo la battaglia. Tutti i Guardiani presenziano al funerale di Iron Man e accolgono il loro nuovo membro, Thor.

#### Saga del multiverso
- Il resto dei Guardiani della Galassia compaiono nella prima serie animata dell'MCU What If...? (2021).
- In Thor: Love and Thunder (2022), i Guardiani, dopo diverse avventure in giro per la Galassia con Thor, si separano da quest’ultimo quando il Dio del Tuono decide di abbandonare la squadra per indagare su Gorr il Macellatore di Dei. In seguito, il gruppo parte per rispondere alle numerose richieste di soccorso dovute agli omicidi di Gorr in giro per il cosmo.
- Groot e Rocket Raccoon compaiono anche nella serie animata I Am Groot (2022).
- L'intera squadra riappare nuovamente nel film Guardiani della Galassia Vol. 3 (2023). Il gruppo deve salvare Rocket, ferito gravemente dal potente e letale guerriero Adam Warlock su ordine del suo creatore, l'Alto Evoluzionario, deciso a recuperare il cervello di Rocket per perfezionare i suoi esperimenti genetici. Il gruppo si allea con la Gamora di Terra-TRN734, che con gran dispiacere di Peter Quill è divenuta una Ravager, e riesce a salvare Rocket, che li guida nella battaglia finale contro il suo malvagio creatore. Al termine dell'avventura i guardiani, riflettendo sulle esperienze vissute, decidono con un accordo comune di sciogliersi e prendere strade diverse, lasciando Rocket Raccoon come leader di una nuova squadra dei Guardiani della Galassia composta da Groot, il Ravager Kraglin Obfontieri, il pentito Adam Warlock, il cane spaziale Cosmo e la piccola bambina stellare Phyla.

### Televisione
- I Guardiani della Galassia compaiono nelle serie animate Avengers - I più potenti eroi della Terra, Avengers Assemble, Ultimate Spider-Man, Hulk e gli agenti S.M.A.S.H. e Marvel Super Hero Adventures.
- I Guardiani della Galassia compaiono in tre episodi dell'anime Disk Wars: Avengers.
- Dal 2015 viene trasmessa su Disney XD la serie animata Guardiani della Galassia, basata sui personaggi del film.

### Videogiochi
- Pinball FX 2 - Marvel Pinball (2010)
- Ultimate Marvel vs. Capcom 3 (2011)
- LEGO Marvel Super Heroes (2012)
- Marvel Heroes (2013)
- Marvel Puzzle Quest (2013)
- Marvel: Sfida dei campioni (2014)
- Marvel Future Fight (2015)
- Marvel vs. Capcom: Infinite (2017)
- LEGO Marvel Super Heroes 2 (2017)
- Guardians of the Galaxy: The Telltale Series (2017)
- Marvel Super War (2019)
- Marvel: La Grande Alleanza 3: L'Ordine Nero (2019)
- Marvel Duel (2020)
- Marvel Future Revolution (2021)
- Marvel's Guardians of the Galaxy (2021)

### Formazione originale
- Marvel Super-Heroes (prima serie) n. 18
- Marvel Two-in-One (prima serie) n. 4, 5
- Defenders Giant Size n. 5
- Defenders (prima serie) n. 26, 29
- The Mighty Thor Annual n. 6
- The Mighty Thor (prima serie) n. 411
- The Avengers (prima serie) n. 167, 177, n. 181
- The Avengers (terza serie) n. 4
- Guardians of the Galaxy dal n. 1 al n. 62 (1990 - 1995)
- Official Handbook to the Marvel Universe: Alternate Universes (2005)
- Avengers Forever n. 1 - 12 (1998 - 2000)
- Guardians of the Galaxy (seconda serie) n. 16 (settembre 2009), in cui i vecchi e i nuovi guardiani si incontrano in un XXXI secolo alternativo.

### Nuovi guardiani
- Guardians of the Galaxy (seconda serie) n. 1-25 (Maggio 2008–Aprile 2010)
- She-Hulk: Cosmic Collision n. 1
- Marvel Spotlight: War of Kings n. 1
- Guardians of the Galaxy (terza serie) n. 1- (Febbraio 2013-)